# Constance Jeans
Constance Jeans (n. 23 august 1899, Nottingham, Anglia, Regatul Unit al Marii Britanii și Irlandei – d. 31 martie 1984, Falmouth, Regatul Unit) a fost o înotătoare ce a reprezentat Regatul Unit al Marii Britanii și al Irlandei de Nord, medaliată olimpică. A participat la 2 ediții ale Jocurilor Olimpice (1920, 1924) în care a câștigat 4 medalii de argint.